# Hoja de texturas
En computación gráfica, una hoja de texturas (también llamado hoja de sprites o atlas de texturas en el desarrollo 2D de videojuegos) es una imagen que contiene varias texturas más pequeñas, generalmente ordenadas juntas para reducir las dimensiones generales. Estas hojas pueden consistir en imágenes de tamaño uniforme o distintas dimensiones. Se traza una subimagen utilizando coordenadas de textura personalizadas para seleccionarlas en su hoja de texturas correspondiente.

## Beneficios
Al aplicarse en casos donde se usen con frecuencia muchas texturas pequeñas, suele ser más eficiente almacenar las texturas en una de estas hojas, ya que el hardware gráfico lo trata como una sola unidad. Esto reduce la sobrecarga de E/S del disco como la sobrecarga de un cambio de contexto al aumentar la localidad de la memoria. Es posible que sea necesario alinearlos para evitar que interfieran subtexturas al usar un mapa MIP y compresión de texturas.
En el desarrollo web, las imágenes se empaquetan en una hoja de sprites para reducir la cantidad de recursos que se deben recuperar para mostrar una página.

## Galería

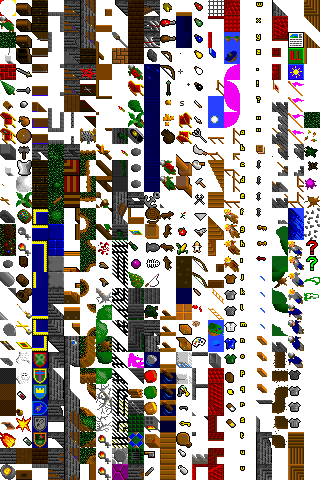
Una hoja de texturas para un videojuego.
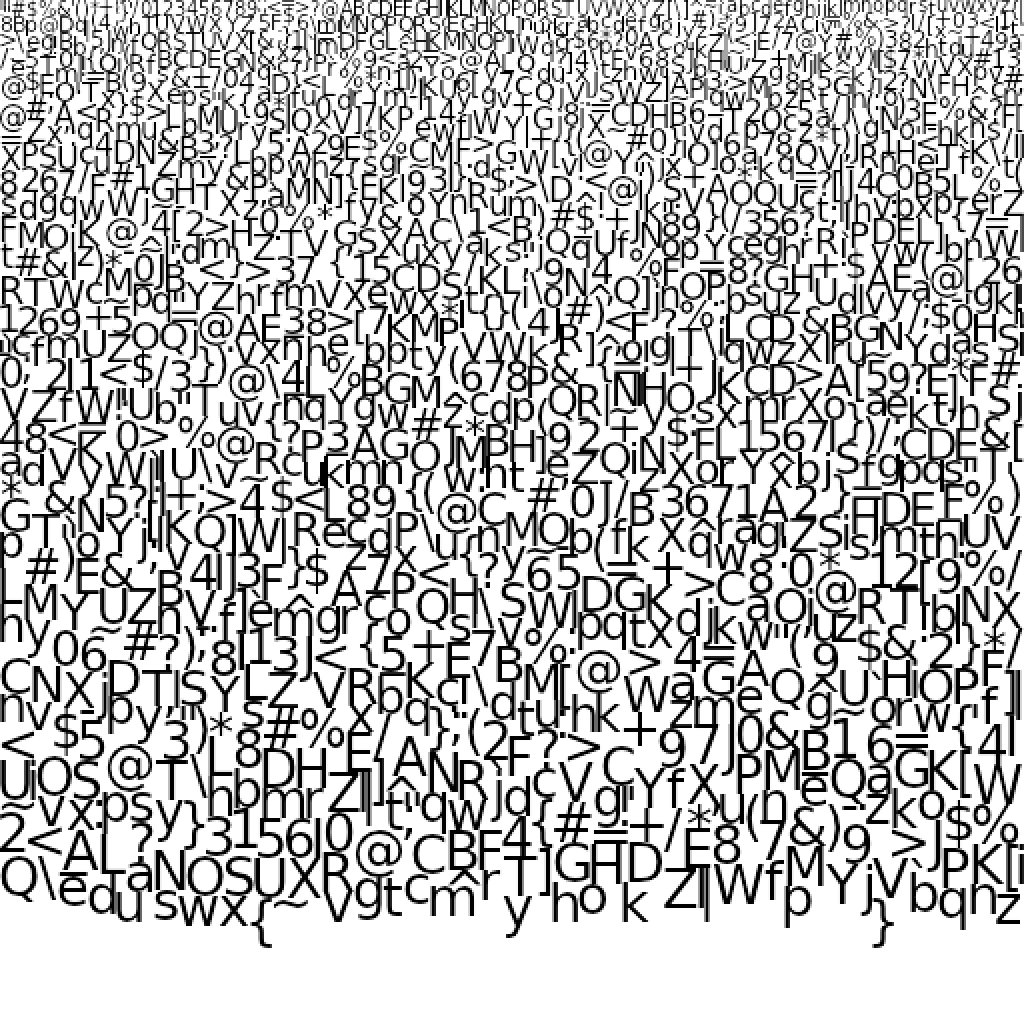
Una hoja de texturas de glifos.
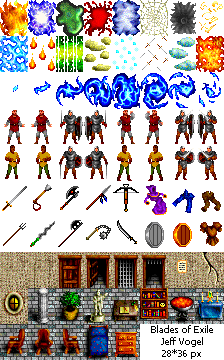
Hoja de sprites para el videojuego Blades of Exile.
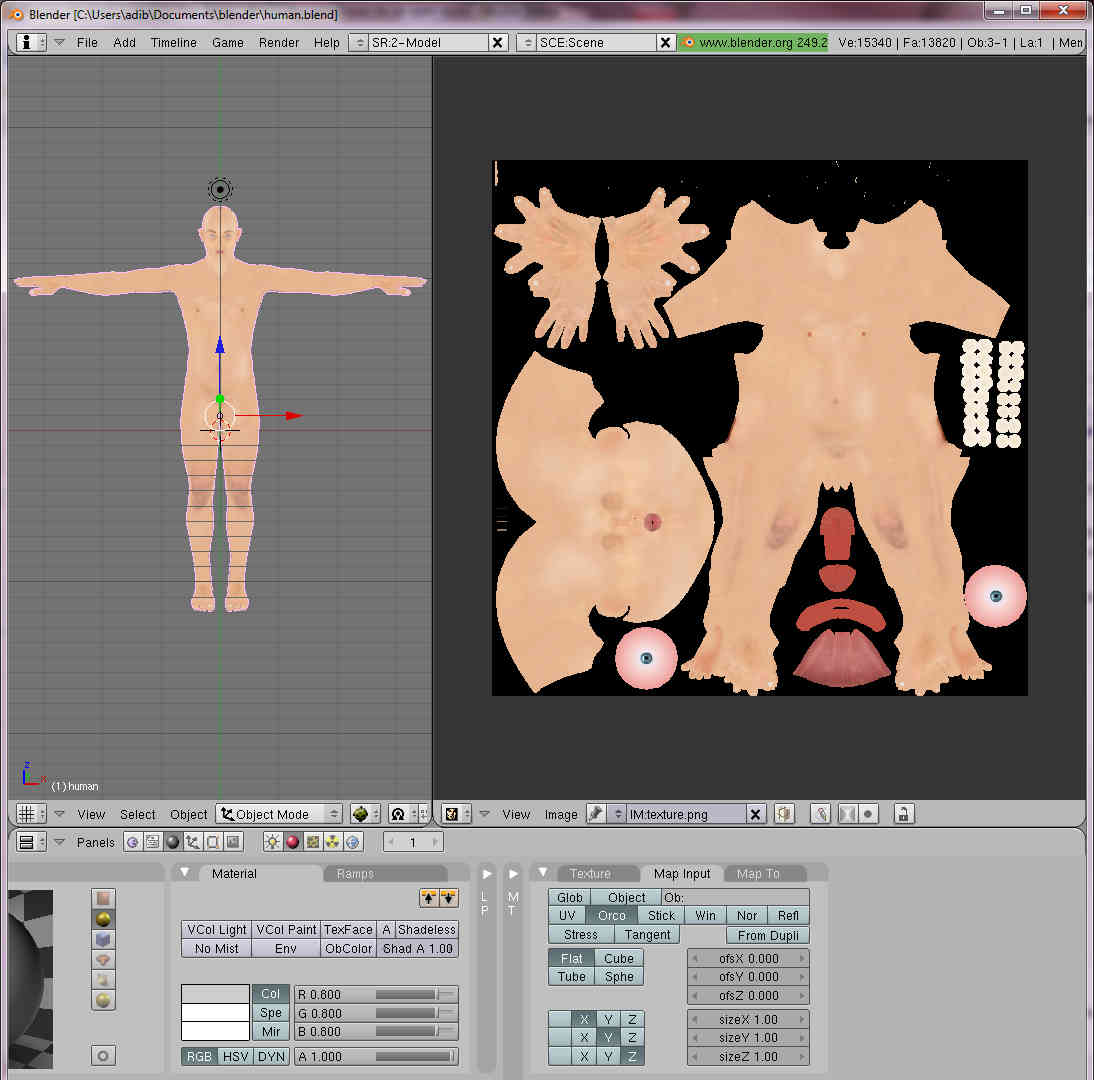
Un modelo de cuerpo humano del proyectoMakeHuman visto en Blender.

### Explicaciones y algoritmos
- Documento técnico del atlas de texturas: un documento técnico de NVIDIA.
- Atlas de texturas prácticos: una guía sobre el uso de un atlas de texturas (con sus pros y contras).
- Mil formas de empaquetar: Revisión y empaquetado de los diferentes algoritmos.
- Hojas de sprites: datos esenciales que todo desarrollador de juegos debe saber: vídeo divertido que explica los beneficios de usar hojas de sprites.
- ¿Qué es un atlas de texturas?: Publicación de blog que explica el uso de un atlas de texturas y sus zonas.

### Herramientas
- TexturePacker: empaquetador de hojas de sprites con interfaz gráfica de usuario y toneladas de opciones. Funciona con casi todos los motores de juegos.
- Empaquetador de texturas LibGDX: utilidad empaquetadora de texturas de código abierto de libGDX
- Texture Atlas Maker:  utilidad de atlas de texturas de código abierto para juegos 2D OpenGL.
- SpriteMapper Archivado el 3 de septiembre de 2014 en Wayback Machine.: utilidad de atlas de texturas (mapa de sprites) de código abierto que incluye una tarea Apache Ant .
- CC0 Atlas Textures: biblioteca de atlalade texturas de atlas sin derechos de autor

- Datos: Q7708528
- Multimedia: Texture atlas / Q7708528